# Руффето, Рене
Рене Руффето (фр. René Rouffeteau, 30 марта 1926, Сен-Дени — 27 апреля 2012, Канны) — французский шоссейный велогонщик, бронзовый призёр летних Олимпийских игр 1948 года в Лондоне в групповой шоссейной гонке.